# Selinum striatum
Selinum striatum är en flockblommig växtart som först beskrevs av Nathaniel Wallich och Dc., och fick sitt nu gällande namn av Charles Baron Clarke. Selinum striatum ingår i släktet krusfrön, och familjen flockblommiga växter. Inga underarter finns listade i Catalogue of Life.